# Gmelin
Gmelin е голяма база данни с органометални и неорганични съединения, която се актуализира всяко тримесечие. Базирана е на немската публикация Gmelins Handbuch der anorganischen Chemie („Наръчник на Гмелин по неорганична химия“), която първоначално е публикувана от Леополд Гмелин през 1817 г.; последното, осмо печатно издание се появява през 90-те години на ХХ век. Въпреки че е публикувана в продължение на много десетилетия, печатната поредица не е еднаква по покритие или валута. Някои елементи са представени само от остарели и неактуализирани тънки томове с резюмета. За други (Fe, B, S, F, U и т.н.) има множество добавки. Повечето по-късни допълващи томове се фокусират върху органичните комплекси на даден елемент. Всеки том посочва своята дата, към която е отразена литературата.
Към 2024 г. базата данни съдържа всяко съединение/реакция, открити между 1772 и 1995 г., възлизащи на 1,5 милиона съединения и 1,3 милиона различни реакции, с над 85 000 заглавия, ключови думи и резюмета. Тя има над 800 различни полета с данни по теми като електрически, магнитни, термични, кристални и физиологични характеристики на съединенията.
Базата данни Gmelin се поддържа от Elsevier MDL. Това е сестринската база данни на базата данни Beilstein, която се занимава с органични химикали и реакции; и двете вече са част от системата Reaxys. Базата данни Gmelin е по-непълна и по-неактуална от наръчника, поради което печатната книга остава достъпна.